# Bláskógabyggð
Bláskógabyggð (kiejtéseⓘ: ˈplauːˌskouː(ɣ)aˌpɪɣθ) önkormányzat Izland Déli régiójában, amely 2002. június 9-én jött létre Þingvallahreppur, Laugardalshreppur és Biskupstungnahreppur egyesülésével.

## Fordítás
- Ez a szócikk részben vagy egészben  a   Bláskógabyggð című izlandi Wikipédia-szócikk ezen változatának fordításán alapul.  Az eredeti cikk szerkesztőit annak laptörténete sorolja fel. Ez a jelzés csupán a megfogalmazás eredetét és a szerzői jogokat jelzi, nem szolgál a cikkben szereplő információk forrásmegjelöléseként.